# Appetite for Destruction (Lied)
Appetite for Destruction ist eine 1991 veröffentlichte Single der US-amerikanischen West-Coast-Rapgruppe N.W.A.

## Hintergrund
Das Lied ist eine Auskopplung aus dem Album Niggaz4Life. Das Lied war die erste Singleauskopplung aus dem Album. Der Song kommt ebenfalls auf The Best of N.W.A. - The Strength of Street Knowledge, einem später erschienen Best-Of-Album, vor. In dem Musikvideo spielt die Gruppe eine Gangsterbande in den 1920er Jahren, die eine Bank ausrauben. Das Lied wurde einem breiteren und jüngeren Publikum durch das Spiel GTA V bekannt. Dort kommt das Lied auf dem Radiosender West Coast Classics vor.